# Bella Thorne
Annabella Avery "Bella" Thorne, född 8 oktober 1997 i Pembroke Pines i Florida, är en amerikansk skådespelare, sångare och modell. Hon har medverkat i fler än 20 filmer och TV-serier och i fler än 60 reklamfilmer, men är mest känd för sin roll som den unga och lovande dansaren Cecilia "CeCe" Jones i Shake It Up. Hon har också varit med i filmen Frenemies, som Avalon Greene. Hon är sedan 2018 grundare av företaget Filthy Fangs som släpper hennes musik och sminkkollektion.

## Liv och karriär
Bella Thorne är bisexuell och hade mellan 2017 och 2018 ett förhållande med YouTube-profilen Tana Mongeau och 2018 till 2019 med artisten MODSUN. Hösten 2019 lanserade Thorne sin egen cannabiskollektion Forbidden Flowers by Bella Thorne. 

## Film
- Stuck on You
- Craw Lake (kortfilm)
- Finishing the Game
- Blind Ambition
- The Seer
- Water Pills (kortfilm)
- Forget Me Not
- One Wish
- Raspberry Magic
- Frenemies (TV-film)
- Zendaya: Behind the Scenes (dokumentär)
- Blended
- Alexander and the Terrible, Horrible, No Good, Very Bad Day
- Mostly Ghostly: Have You Met My Ghoulfriend?
- The Duff
- Underdogs (röst)
- Amityville: The Awakening
- Big Sky
- Home Invasion
- The Snow Queen: The Snow King (röst)
- Alvin and the Chipmunks: Road Chip
- Perfect High: The Movie
- The Frog Kingdom
- Ratchet & Clank (röst)
- The Babysitter
- Assassination Nation
- Midnight Sun
- Ride
- The Death and Life of John F. Donovan
- I Still See You
- Her & Him
- The Babysitter: Killer Queen
- Girl
- Leave Not One Alive
- Chick Fight
- Habit

### TV
- Entourage
- The O.C.
- Dirty Sexy Money
- October Road
- My Own Worst Enemy
- In the Motherhood
- Mental
- Big Love
- Magi på Waverly Place
- Shake It Up
- Good Luck Charlie
- PrankStars
- Phineas & Ferb
- CSI: Crime Scene Investigation
- Red Band Society
- K.C. Undercover
- Scream
- Famous in Love
- Conrad & Michelle: If Words Could Kill
- Speechless
- Tales
- Paradise City
- The Masked Singer

### Webbserie
- Little Monk
- My Day. My Life

### Videospel
- The Ant Bully
- Marvel Avengers Academy
- Ratchet & Clank

### Teater
- Alice in Wonderland

## Album
- Made in Japan (EP)
- Jersey (EP)
- Bitch I'm Bella Thorne [6]
- Goat [7]
- Pussy Mine [8]